# Mordanschlag von Hamburg-Billbrook

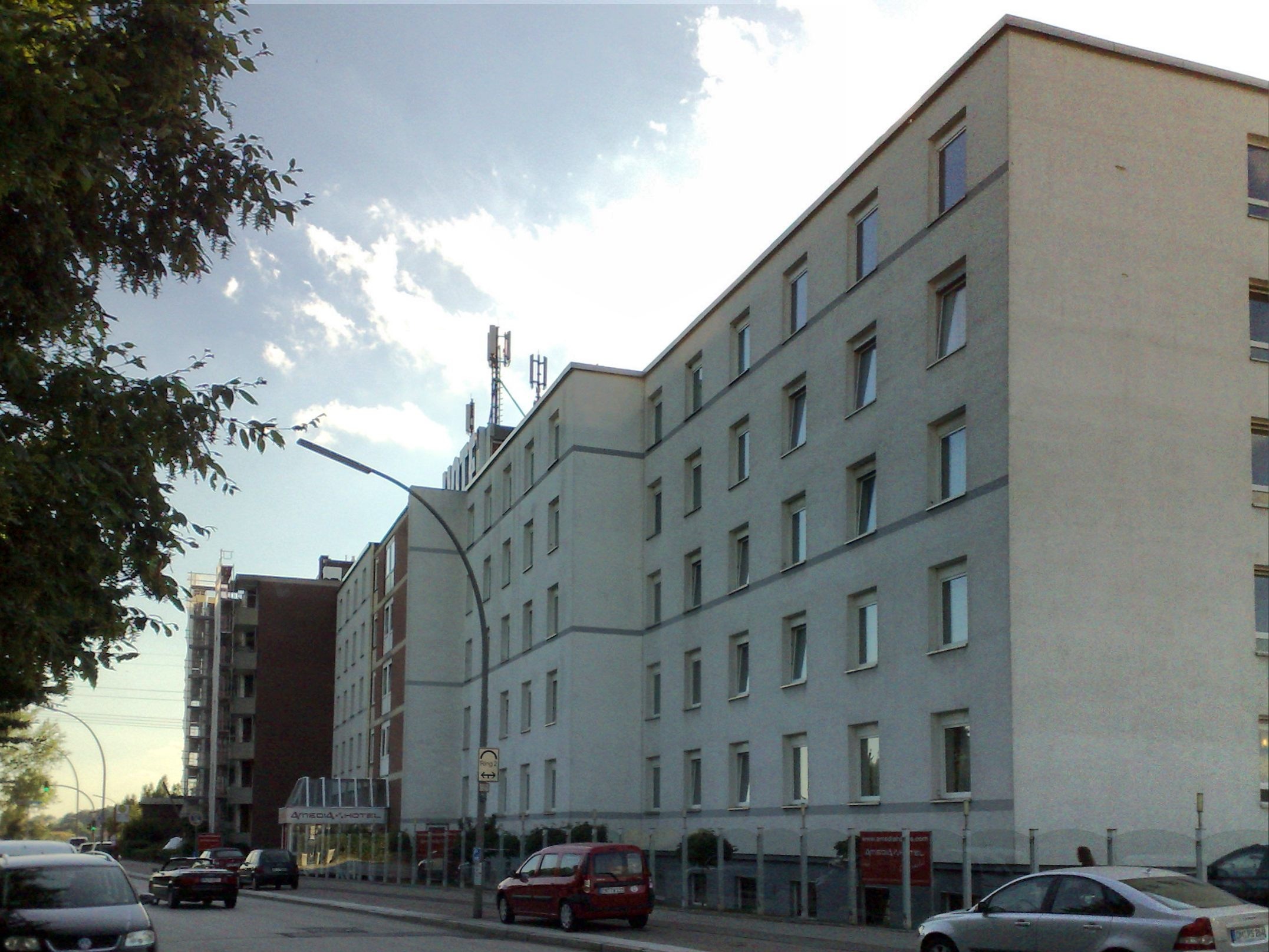
Das Gebäude im Jahr 2013

Der Mordanschlag von Hamburg-Billbrook war ein Brandanschlag auf ein Übergangsheim für Flüchtlinge in der damaligen Halskestraße in Hamburg-Billbrook am 22. August 1980 durch Mitglieder der neonazistischen Terrororganisation „Deutsche Aktionsgruppen“. Bei dem Anschlag wurden zwei Bewohner des Heims, die Vietnamesen Nguyễn Ngọc Châu und Đỗ Anh Lân, getötet. Das Attentat gilt als einer der ersten rassistischen Morde in der Geschichte der Bundesrepublik Deutschland.

## Tathergang
In der Nacht vom 21. auf den 22. August 1980 fuhren zwei Mitglieder der rechtsextremen Terrororganisation „Deutsche Aktionsgruppen“, die Radiologie-Assistentin Sibylle Vorderbrügge und der Werkarbeiter Raimund Hörnle, in die Halskestraße im Industriegebiet Hamburg-Billbrook, nachdem sie erfahren hatten, dass sich dort ein Wohnheim für vietnamesische Flüchtlinge befand. Sie sprühten den Slogan „Ausländer raus“ an die Fassade des Hauses und warfen drei Molotowcocktails durch ein Fenster im Hochparterre des Wohnheimes, bevor sie vom Tatort flüchteten.
Durch die Brandsätze entstand ein Feuer in dem Zimmer der Asylunterkunft, in dem die Bewohner Nguyễn Ngọc Châu und Đỗ Anh Lân schliefen. Sie erlitten Verbrennungen und starben kurze Zeit nach dem Brand an ihren schweren Verletzungen.

## Opfer
Der Lehrer Nguyễn Ngọc Châu (* 26. Juli 1958 in Saigon; † 22. August 1980 in Hamburg) war im April 1980 mit dem Rettungsschiff Cap Anamur nach Hamburg gekommen. Đỗ Anh Lân (* 10. März 1962 in Cholon/Saigon; † 31. August 1980 in Hamburg) war Schüler. Er war im Rahmen einer humanitären Hilfsaktion nach Hamburg gekommen.

## Verurteilung
Am 1. September, 11 Tage nach dem Anschlag in Hamburg, nahm die Polizei die Täter im südlichen Niedersachsen fest. Anfang 1982 wurden sie gemeinsam mit dem Juristen Manfred Roeder, dem Anführer der „Deutschen Aktionsgruppen“, wegen des Anschlags sowie weiterer Anschläge auf Ausländerheime und eine Ausstellung zur NS-Geschichte wegen Bildung einer terroristischen Vereinigung verurteilt. Roeder erhielt als Rädelsführer 13 Jahre Haft, von denen er jedoch wegen guter Führung nur acht absitzen musste. Hörnle und Vorderbrügge wurden zu lebenslangen Freiheitsstrafen verurteilt. Das Urteil gegen Vorderbrügge wurde vom Bundesgerichtshof allerdings kassiert, und sie wurde in einem erneuten Verfahren zu nunmehr 12 Jahren Haft verurteilt. Als strafmildernd wertete das Gericht dabei ihre hochneurotische und autoritätshörige Persönlichkeit.

## Öffentliche Reaktionen
Da das übrige Gebäude von dem Brand kaum betroffen war, ließ die Stadt Hamburg das Flüchtlingsheim zunächst weiter betreiben. Zur Beisetzung der beiden Opfer des Brandanschlags kamen 400 Trauergäste. Bürgermeister Hans-Ulrich Klose hielt die Trauerrede. In der Öffentlichkeit geriet das Verbrechen jedoch bald in Vergessenheit.

### Gedenken
Später wurde das ehemalige Flüchtlingsheim als Hotel genutzt, zu Anfang der 2020er Jahre unter dem Namen Plaza Inn. Noch 2020 gab es kein Mahnmal für die Opfer des Anschlags. Die Initiative Halskestraße engagierte sich seit 2014 für ein öffentliches Gedenken an die Tat, darunter eine Umbenennung von Teilen der Halskestraße. Die geforderte Umbenennung erfolgte schließlich durch einen Senatsbeschluss vom 5. Februar 2024. So heißt der Abschnitt zwischen Andreas-Meyer-Straße und Neue Feldhofe nunmehr Châu-und-Lân-Straße. Entsprechende Straßenschilder wurden am 11. Mai 2024 aufgehängt.